# 萍乡学院
萍乡学院是中华人民共和国的一所全日制本科公办省属普通高等学校，位于江西省萍乡市安源区。

## 校史沿革
1978年，宜春师范专科学校在萍乡市开办大专班，并与萍乡师范学校合署办学。1982年11月22日，江西省人民政府批准成立萍乡教育学院，1985年月，萍乡职工大学并入学院，合署办学:984-985。1993年4月1日，更名为萍乡高等专科学校。2013年3月，教育部同意萍乡高等专科学校升格为萍乡学院。2016年，萍乡学院取得学士学位授予权。